# Czyreń topolowy

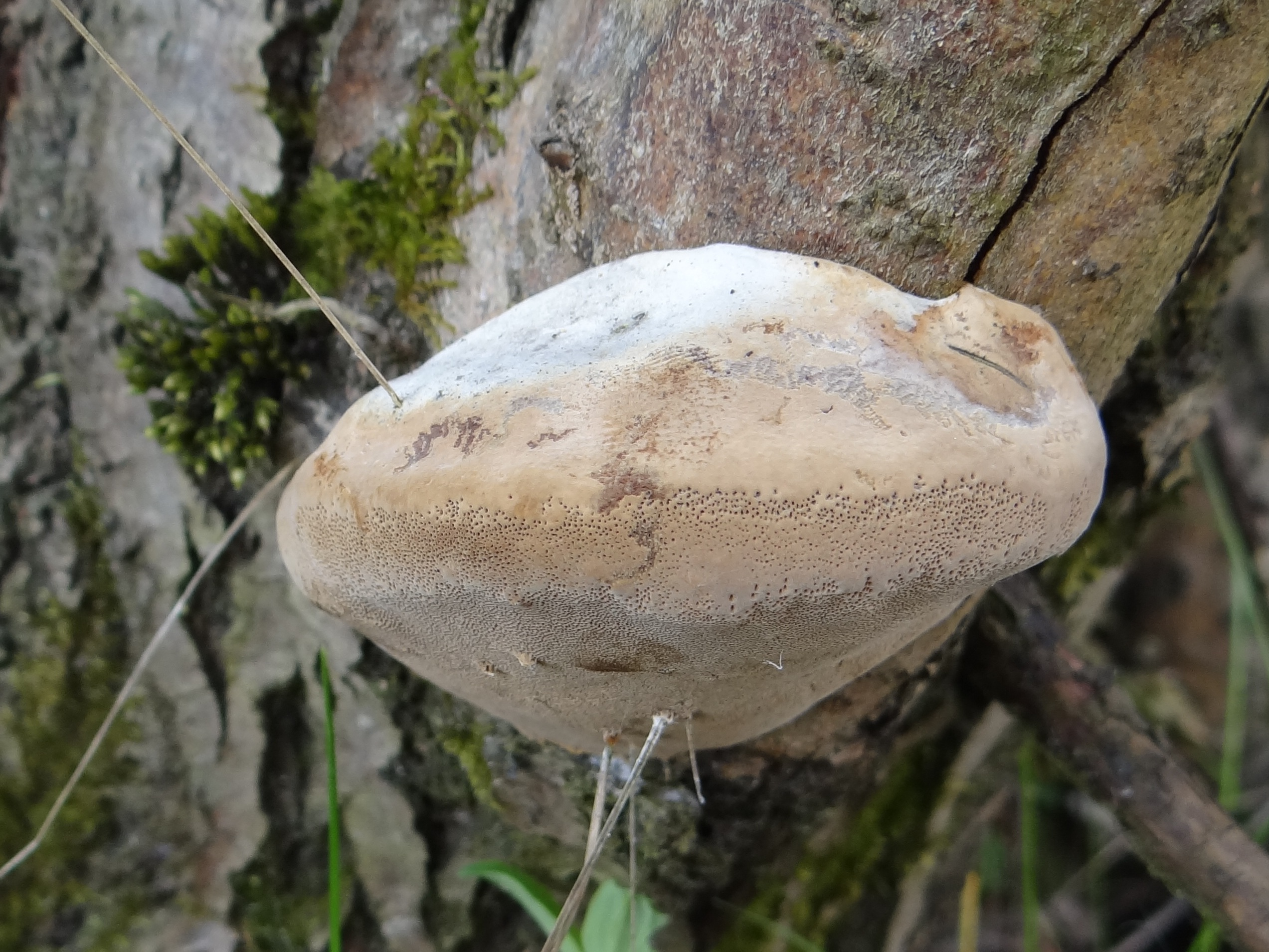
Młody owocnik

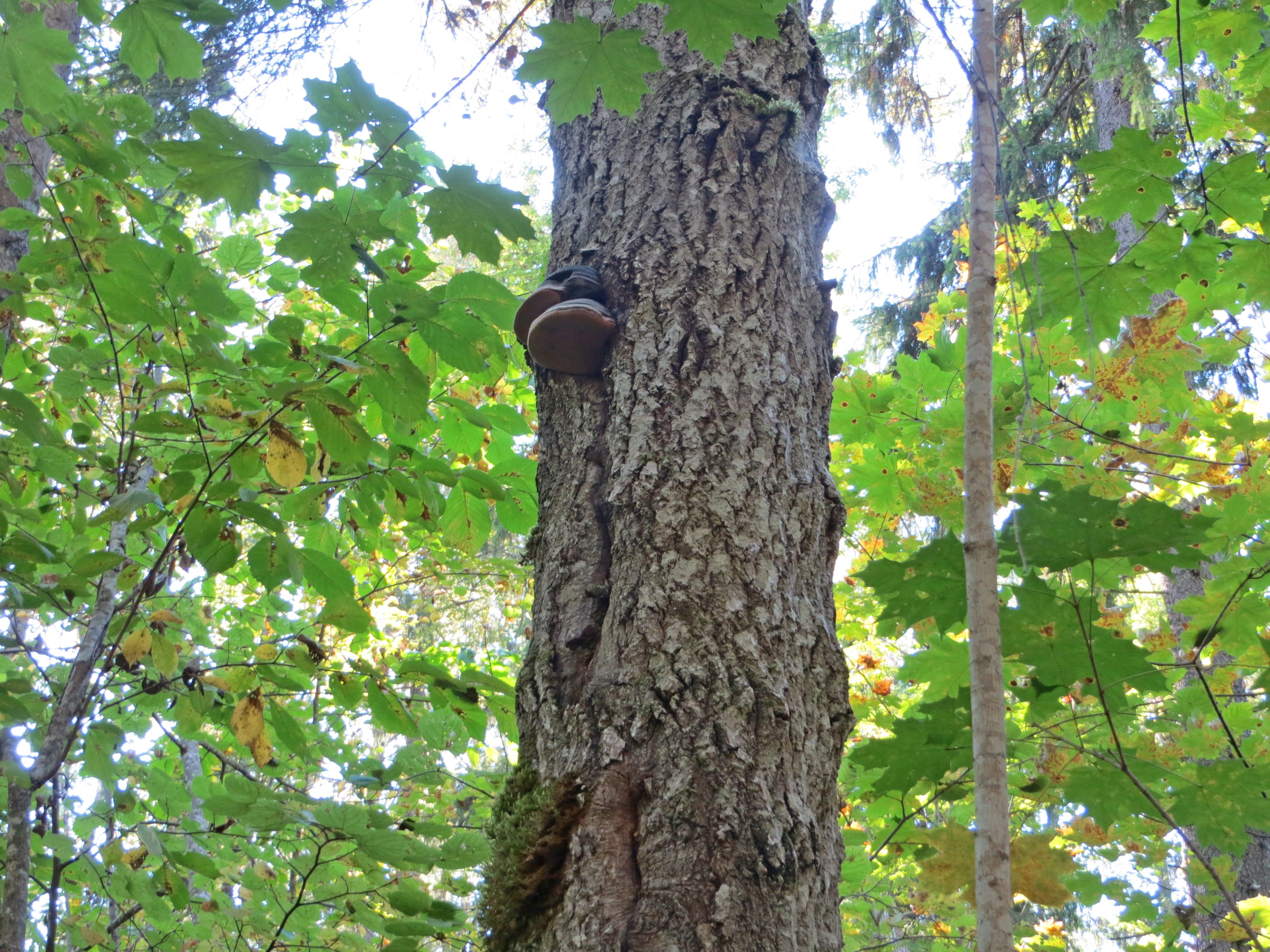
Często rośnie wysoko na pniu

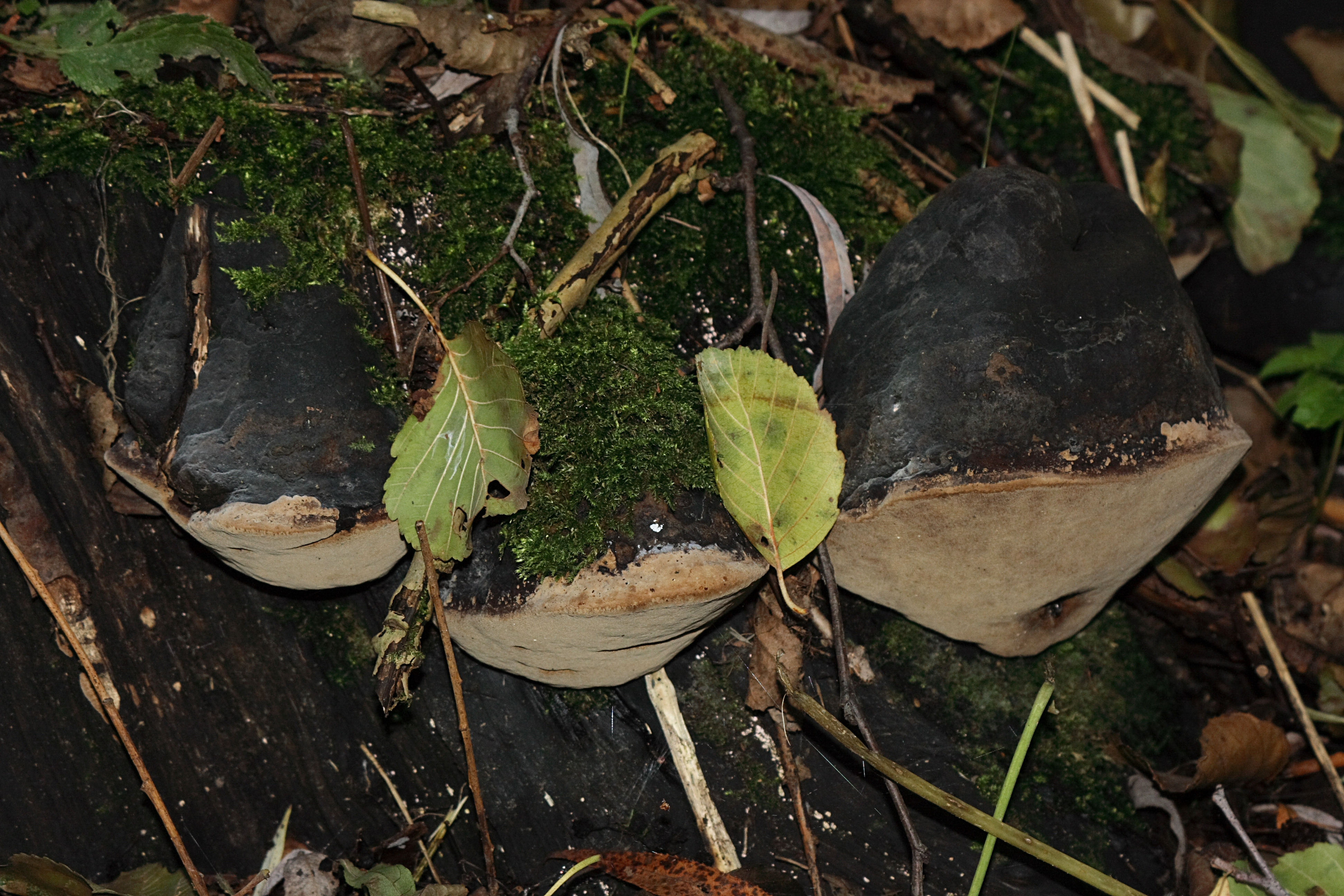

Czyreń topolowy (Phellinus populicola Niemelä) – gatunek grzybów z rodziny szczeciniakowatych (Hymenochaetaceae).

## Systematyka i nazewnictwo
Pozycja w klasyfikacji według Index Fungorum: Hymenochaetaceae, Hymenochaetales, Incertae sedis, Agaricomycetes, Agaricomycotina, Basidiomycota, Fungi.
Synonim: Ochroporus populicola (Niemelä) Niemelä:

- Boletus tuberculosus Baumg. 1790
- Fomes pomaceus (Pers.) Lloyd 1910
- Fomes prunicola Lázaro Ibiza 1916
- Ochroporus pomaceus (Pers.) Donk 1933
- Polyporus pomaceus (Pers.) Pers. 1825
- Pseudofomes prunicola Lázaro Ibiza 1916

Nazwę polską zaproponował Władysław Wojewoda w 2003 r.

## Morfologia
Owocnik
Wieloletni. Początkowo o półkulistym kształcie, potem kopytkowaty. Do podłoża przyrasta bokiem. Zazwyczaj osiąga szerokość do 15 cm, grubość do 13 cm w podstawie, wystaje z podłoża do 12 cm. Silnie rozrośnięte owocniki osiągają szerokość nawet 30 cm i grubość 20 cm. Powierzchnia gładka, często z lekkim połyskiem, ciemna, o barwie od szarobrązowej do prawie czarnej, często popękana. Starsze okazy często porastają glonami lub mchem, wskutek czego są zielone. Obrzeże zaokrąglone, o barwie od oliwkowobrązowej do cynamonowej. Charakterystyczną cechą jest to, że w miejscu, w którym rośnie powoduje w pniu zaatakowanych drzew powstawanie charakterystycznych, podłużnych zagłębień.
Hymenofor rurkowy, gładki, równy, u młodych owocników skośny, u starych poziomy, o barwie od cynamonowej do brązowej, czasami ciemnobrązowej.  Pory regularne, okrągłe lub elipsowate, bardzo drobne, w liczbie 4–6 na 1 mm. Pojedynczy por ma wewnętrzną średnicę 0,10–0,14 mm, jego ścianka około  0,05–0,10 mm. Krawędzie porów matowe, zaokrąglone. Starsze rurki wypełnione są kremową warstwą grzybni.
Kontekst u młodych owocników ma grubość 1–2 cm, barwę od jasno sepiowej do umbrowej. Przejściowa warstwa między kontekstem a rurkami jest bardzo miękka.
Cechy mikroskopowe
System strzępkowy dimityczny. Strzępki w konekście proste, hialinowe, cienkościenne, o średnicy 2–3 μm. Strzępki szkieletowe grubościenne, o barwie od złotej do rdzawobrunatnej, o średnicy 3–6 μm. ze sprzążkami. Strzępki w tramie podobne, ale węższe, o średnicy  3–4 μm. Strzępki w subikulum ciemnobrązowe, gęste, często drobne i zdeformowane, o częściowo rozpuszczonej ścianie. Mają długość, 15–22 μm i szerokość 6–9 μm. Podstawki maczugowate, 4-sterygmowe, o rozmiarach 0–13 × 5–7 μm, z prostą sprzążką bazalną. Zarodniki szerokoelipsoidalne, hialinowe, cienkie lub lekko grubościenne, nieamyloidalne. Mają rozmiar 5–6 × 4–5 μm.

## Występowanie i siedlisko
Znane jest występowanie tego gatunku tylko w Europie, głównie na Półwyspie Skandynawskim. Podano jego występowanie w kilku tylko państwach Europy. Prawdopodobnie jest szerzej rozprzestrzeniony, jednak rzeczywiste rozprzestrzenienie nie jest dokładnie znane. W Polsce jest rzadki. Znajduje się na Czerwonej liście roślin i grzybów Polski. Ma status E – gatunek wymierający, którego przeżycie jest mało prawdopodobne, jeśli nadal będą działać czynniki zagrożenia.
Pasożyt i saprotrof. Rośnie na żywych topolach, głównie na topoli osice i topoli białej, a także przez kilka lat po ich obumarciu. Powoduje białą zgniliznę drewna.

## Gatunki podobne
Pomylić go można głównie z czyreniem ogniowym (Phellinus ignarius). Makroskopowo odróżnia się od niego miejscem występowania – na topolach, większym owocnikiem, oraz tym, ze rośnie w podłużnych wgłębieniach pnia. Mikroskopowo odróżnia się mniejszymi i węższymi zarodnikami, cieńszymi strzępkami szkieletowymi, bardziej luźną tramą i kontekstem.